# Osmia zarzisa
Osmia zarzisa är en biart som beskrevs av Warncke 1992. Osmia zarzisa ingår i släktet murarbin, och familjen buksamlarbin. Inga underarter finns listade i Catalogue of Life.